# Rectipilus erubescens
Rectipilus erubescens är en svampart som först beskrevs av D.A. Reid, och fick sitt nu gällande namn av Agerer 1975. Rectipilus erubescens ingår i släktet Rectipilus och familjen Marasmiaceae.   Inga underarter finns listade i Catalogue of Life.